# Augustinus Triumphus

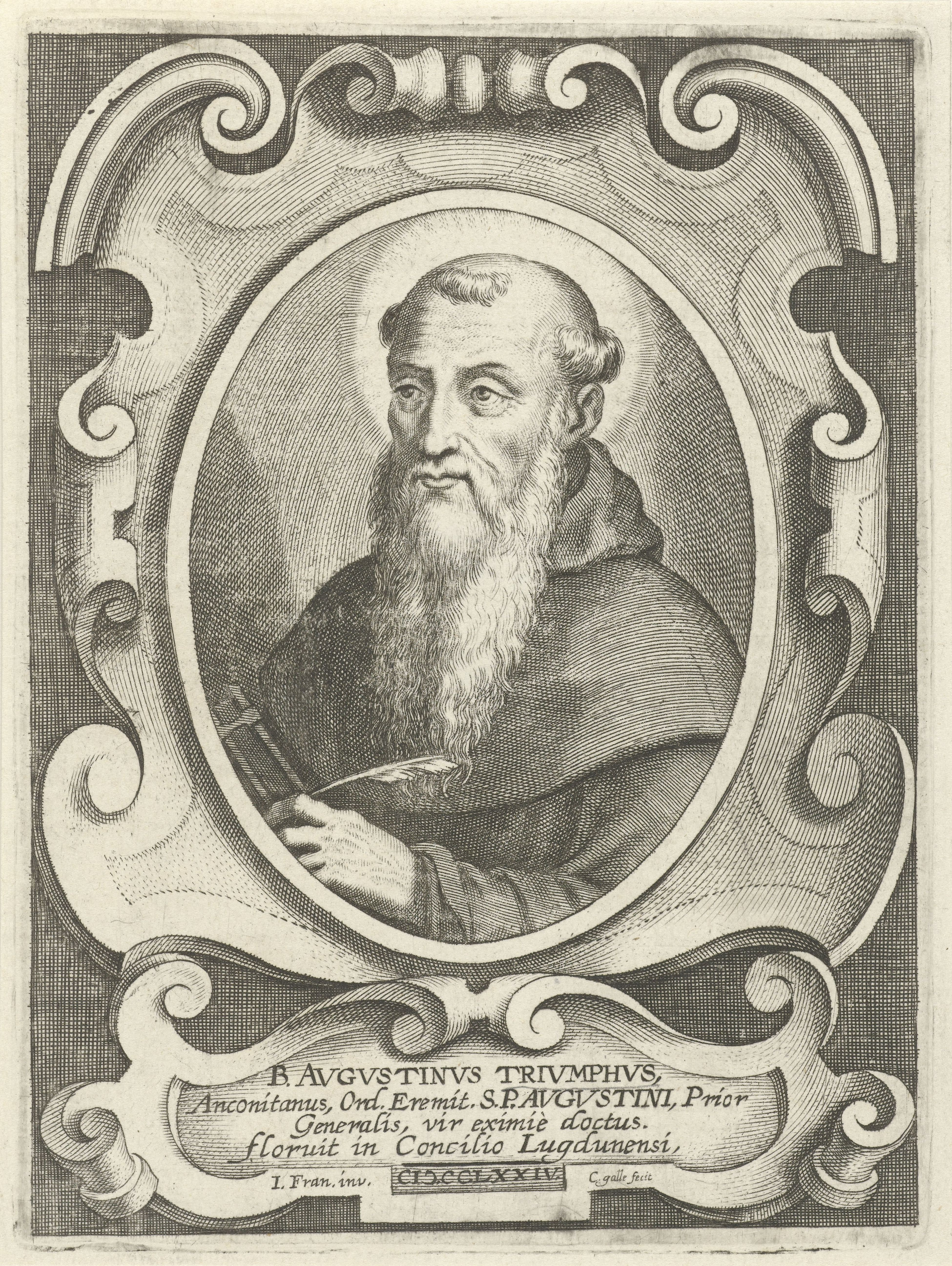
Augustinus Triumphus (Gravur von 1636)

Augustinus Triumphus (italienisch Agostino Trionfo) (* 1243 in Ancona; † 2. April 1328 in Neapel), auch bekannt als Augustinus von Ancona, war ein katholischer Theologe und Schriftsteller.
Augustinus wurde für sein 1473 gedrucktes Werk Summa de potestate ecclesiastica gefeiert. Die Summa wurde im späten 16. Jahrhundert zu einem 112 Quaestiones umfassendes Standardwerk für päpstliche Argumente und wurde mehrmals nachgedruckt. Neben Jakob von Viterbo, Egidio Colonna und Alvarus Pelagius gehörte Augustinus zu den führenden propäpstlichen Juristen. Sein Titel „Triumphus“ wird erstmals im 16. Jahrhundert bezeugt.